# 沃格里尼厄斯
沃格里尼厄斯（法語：Vaugrigneuse，法語發音：[voɡʁiɲøz] ⓘ）是法国法兰西岛大区埃松省的一个市镇，属于帕莱索区。

## 地理
沃格里尼厄斯（48°36'9"N, 2°7'21"E）面积6.06 平方千米，位于法国法蘭西島大區埃松省，该省份为法国北部内陆省份，北起上塞纳省和马恩河谷省，西接厄尔-卢瓦省和伊夫林省，南至卢瓦雷省，东临塞纳-马恩省。
与沃格里尼厄斯接壤的市镇（或旧市镇、城区）包括：布里苏福尔日、昂热维利耶、库尔松-蒙特卢、福尔日莱班、圣莫里斯蒙库罗讷、勒瓦勒圣日耳曼。

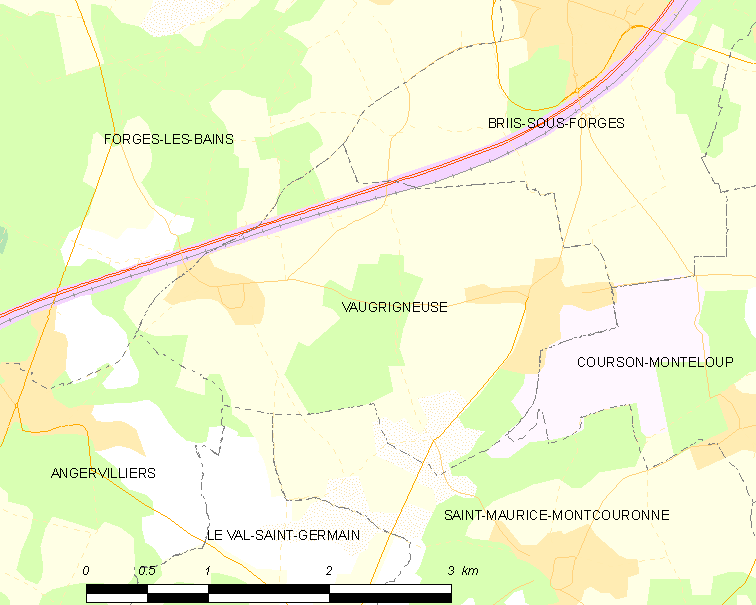
沃格里尼厄斯的OSM定位图

沃格里尼厄斯的时区为UTC+01:00、UTC+02:00（夏令时）。

## 行政
沃格里尼厄斯的邮政编码为91640，INSEE市镇编码为91634。

## 政治
沃格里尼厄斯所属的省级选区为杜尔当县。

## 人口

1962-2008年间沃格里尼厄斯人口变化图示

沃格里尼厄斯于2022年1月1日时的人口数量为1451人。